# Rejon Lenin
Rejon Lenin (kirg. Ленин району; ros. Ленинский район) – rejon w Kirgistanie w mieście wydzielonym Biszkek. W 2009 roku liczył 198 019 mieszkańców (z czego 47,1% stanowili mężczyźni) i obejmował 58 152 gospodarstw domowych.
W skład rejonu wchodzi dodatkowo osiedle typu miejskiego Czong-Aryk i wieś Orto-Saj.